# 융가이 (칠레)
융가이(스페인어: Yungay)는 칠레 비오비오주 뉴블레 현의 코무나이다.